# All I Ever Wanted (chanson de Basshunter)
Pour les articles homonymes, voir All I Ever Wanted.
Singles de Basshunter
Please Don't Go
(2008) Angel in the Night
(2008)
Pistes de Now You're Gone: The Album
All I Ever Wanted Please Don't Go
All I Ever Wanted est une chanson du disc-jockey et chanteur suédois Basshunter sortie en 2008. 
Cette chanson a créé une polémique car certains y voient un plagiat de la chanson Daddy DJ du DJ français Daddy DJ.

## Classements

### Classements hebdomadaires
| Classement (2008-2010)                | Meilleure position |
| ------------------------------------- | ------------------ |
| Irlande Classement single             | 1                  |
| Royaume-Uni Classement single         | 2                  |
| Norvège Classement single             | 3                  |
| Autriche Classement single            | 15                 |
| Nouvelle-Zélande Classement single    | 17                 |
| Allemagne Classement single           | 35                 |
| Belgique (Wallonie) Classement single | 36                 |
| Suisse Classement single              | 37                 |
| Suède Classement single               | 58                 |
| Europe Classement single              | 10                 |

### Classement de fin d'année
| Classement (2008)             | Position |
| ----------------------------- | -------- |
| Royaume-Uni Classement single | 50       |

## Certification
| Pays                                                                       | Certification | Ventes certifiées |
| -------------------------------------------------------------------------- | ------------- | ----------------- |
| Danemark (IFPI Danmark)                                                    | Or            | 45 000            |
| Nouvelle-Zélande (RMNZ)                                                    | Or            | 7 500             |
| Royaume-Uni (BPI)                                                          | Platine       | 600 000‡          |
| xNon précisé par la certification ‡ventes/streaming selon la certification |               |                   |